# Собака Баскервилей (фильм, 2002)
«Собака Баскервилей» (англ. The Hound of the Baskervilles) — телефильм 2002 года режиссёра Давида Эттвуда, адаптация повести Артура Конана Дойля «Собака Баскервилей». Премьера состоялась 18 ноября 2002 года в Канаде. 
Фильм был номинирован на премию «British Academy Television Awards 2003» в категории «Лучший звук» и получил смешанные отзывы кинокритиков.

## Сюжет
Семью Баскервилей много лет преследует мистическое существо, обитающее на торфяных болотах. После смерти сэра Чарльза к расследованию дела приступают знаменитые сыщики Шерлок Холмс и доктор Ватсон.

## В ролях
| Актёр             | Роль                   |
| ----------------- | ---------------------- |
| Ричард Роксбург   | Шерлок Холмс           |
| Иэн Харт          | Доктор Ватсон          |
| Ричард Грант      | Джек Стэплтон          |
| Мэтт Дэй          | сэр Генри Баскервиль   |
| Джон Неттлз       | доктор Джеймс Мортимер |
| Джеральдин Джеймс | миссис Мортимер        |
| Нив Макинтош      | Берил Стэплтон         |
| Рон Кук           | Бэрримор               |
| Лиза Тербак       | миссис Бэрримор        |
| Дэнни Уэбб        | инспектор Лестрейд     |